# Ministri presidenti dello Schleswig-Holstein
Il Ministro presidente dello Schleswig-Holstein (in tedesco: Schleswig-Holstein Ministerpräsident) è il capo del governo del Land tedesco dello Schleswig-Holstein.

## Elenco
| Immagine | Ministro presidente (nascita-morte) | Partito     | Mandato                         |
| -------- | ----------------------------------- | ----------- | ------------------------------- |
|          | Henning Schwarz (1928-1993)         | commissario | 2 ottobre 1987 – 31 maggio 1988 |
|          | Björn Engholm (1939)                | SPD         | 31 maggio 1988 – 19 maggio 1993 |
|          | Heide Simonis (1943-2023)           | SPD         | 19 maggio 1993 – 27 aprile 2005 |
|          | Peter Harry Carstensen (1947)       | CDU         | 27 aprile 2005 – 12 giugno 2012 |
|          | Torsten Albig (1963)                | SPD         | 12 giugno 2012 – 28 giugno 2017 |
|          | Daniel Günther (1973)               | CDU         | 28 giugno 2017 – in carica      |